# Gaston Andrey
Gaston Andrey, né le 8 août 1926 et mort le 27 octobre 2012 à 86 ans, était un pilote automobile suisse en voitures de sport sur circuits, immigré aux États-Unis à Chestnut Hill (Massachusetts).

## Biographie

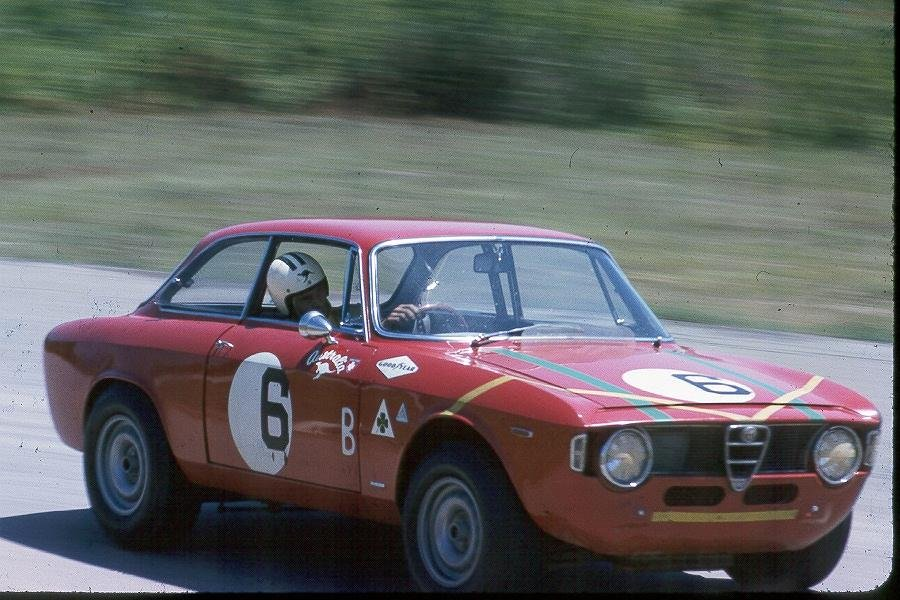
L'Alfa Romeo GTA d'Horst Kwech et de Gaston Andrey en Trans-Am 1966: la voiture la plus performante en catégorie 2L., et ses pilotes officieux champions pour l'année.

Sa carrière en compétitions américaines s'étala entre 1954 (sur Jaguar XK120) et 1988 (sur Tigra GT286).
Seul européen à s'imposer en 15 années d'existence, il totalisa sept titres américains en sport automobile sur route dont cinq en Championnat américain des voitures de sport, pour les années 1955 (catégorie E Production, avec une Morgan Plus 4), puis 1957 à 1959 en catégorie E modifiée sur Ferrari 500, et enfin 1960 en catégorie D modifiée sur Maserati tipo 61 "Birdcage".
En 1958, il remporta les Road America 500 sur une Ferrari 335 S, avec Lance Reventlow pour le compte du NART.
En 1966, pour la première année des Trans-Am Series, il totalisa trois victoires dans les sept épreuves alors proposées, en moins de 2L. et en équipe avec l'australien Horst Kwech (en), sur Alfa Romeo Giulia Sprint GTA (aux 300 miles Mid-America, au VIR 400 de Virginie, et aux 6 Heures de la Pan-American Endurance Race texane).
Il obtint encore par la suite personnellement des victoires GT en Trans-Am Series, à Lime Rock et Bryar au début des années 1970, toujours sur une Giulia Sprint GTA.
Entre 1986 et 1988, son équipe du Gaston Andrey Racing constituée avec les pilotes italiens Carlo Facetti, Ruggero Melgrati (pl) et Martino Finotto obtient quelques succès de catégorie Lights Cars, dans le Championnat IMSA GT (Palm Beach et Road America en 1986, Miami et Road Atlanta en 1988).
Son fils Roger a repris la concession automobile de son père, toujours en important des voitures européennes (Alfa Romeo, Ferrari, Porsche, Saab, Rover...).